# Khaliajuri
Khaliajuri è un sottodistretto (upazila) del Bangladesh situato nel distretto di Netrokona, divisione di Mymensingh. Si estende su una superficie di 297,64 km² e conta una popolazione di 97.450  abitanti (censimento 2011).